# Aleksandr Ryzhov
Aleksandr Mikhailovich Ryzhov (tiếng Nga: Александр Михайлович Рыжов; sinh ngày 16 tháng 7 năm 1997) là một cầu thủ bóng đá người Nga thi đấu cho FC Znamya Truda Orekhovo-Zuyevo.

## Sự nghiệp câu lạc bộ
Anh có màn ra mắt tại Giải bóng đá chuyên nghiệp quốc gia Nga cho FC Znamya Truda Orekhovo-Zuyevo vào ngày 17 tháng 10 năm 2015 trong trận đấu với FC Kolomna.